# Paulo Ferreira
Paulo Renato Rebocho Ferreira, OIH (phát âm tiếng Bồ Đào Nha: [ˈpawlu fɨˈʁɐjɾɐ]; sinh ngày 18 tháng 1 năm 1979) là một cựu cầu thủ bóng đá Bồ Đào Nha thi đấu ở vị trí hậu vệ biên.
Sau khi khởi đầu ở Estoril, anh giành phần lớn sự nghiệp của mình ở Porto và Chelsea. Anh giành nhiều danh hiệu lớn với cả hai câu lạc bộ, trong đó có hai chức vô địch Primeira Liga, ba Ngoại hạng Anh, cùng hai danh hiệu UEFA Champions League 2004 và 2012.
Ferreira có 62 trận đấu quốc tế cho Đội tuyển bóng đá quốc gia Bồ Đào Nha từ 2002 tới 2010, tham dự hai kỳ Euro và hai Giải vô địch bóng đá thế giới, trong đó anh giành ngôi á quân tại Giải vô địch bóng đá châu Âu 2004.

## Sự nghiệp câu lạc bộ

### Khởi nghiệp
Paulo Ferreira khởi nghiệp trong màu áo GD Estoril Praia tại Giải hạng hai của Bồ Đào Nha, sau đó chuyển tới thi đấu cho Vitoria Setubal khi mùa giải 2001-2002 bắt đầu.
Với việc Ferreira thể hiện một phong độ ổn định tại Primeira Liga Bồ Đào Nha, anh đã được huấn luyện viên của Porto khi đó là José Mourinho để ý và quyết định mang anh về vào mùa hè năm 2002.

### Porto
Mùa giải tiếp theo Ferreira giành được cú đúp: UEFA Cup và Giải vô địch bóng đá Bồ Đào Nha. Tại mùa giải cuối cùng với Porto, Ferreira đã có được chiếc Cup vô địch quốc gia Bồ Đào Nha lần thứ hai nhưng quan trọng hơn anh còn giành được danh hiệu vô địch UEFA Champions League cùng với FC Porto sau khi đã được thi đấu tất cả các trận đấu tại Champions League.

### Chelsea

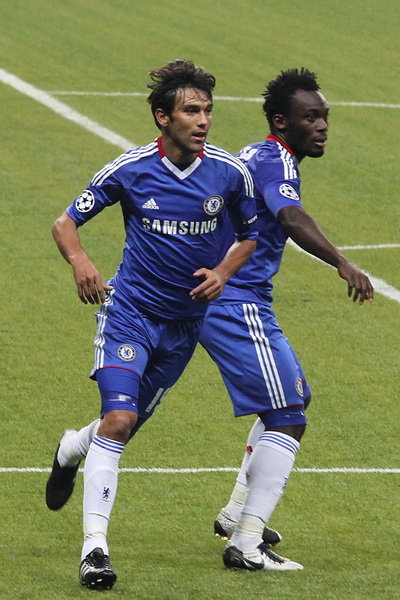
Ferreira cùng đồng đội Michael Essien tại Chelsea.

Sau khi chơi cho Porto được 2 mùa, hậu vệ phải hay nhất thế giới lúc đó đã chuyển tới CLB Chelsea F.C. với mức giá 13,2 triệu bảng Anh khi mùa giải 2004/2005 bắt đầu. Tại Stamford Bridge Ferreira đã được tái hợp với đồng đội Ricardo Carvalho, cả hai đều là những bản hợp đồng đầu tiên của José Mourinho với Chelsea.
Ferreira đã thi đấu 29 trận rất tốt tại Premier League trước khi bị chấn thương và có bàn thắng đầu tiên cho Chelsea tại vòng 4 Cúp FA trước Colchester United.
Mùa giải 2006-2007 Ferreira để mất vị trí chính thức vào tay hậu vệ Khalid Boulahrouz và tiền vệ Geremi Njitap. Thậm chí trung vệ trẻ người Pháp Lassana Diarra cũng khiến Ferreira không thường xuyên có một suất trong đội hình chính của Chelsea dưới thời Mourinho. Và dường như Ferreira đã bị loại ra khỏi Chelsea khi CLB mua thêm hậu vệ phải Juliano Belletti. Tuy nhiên huấn luyện viên Avram Grant lại sử dụng luân phiên Ferreira.
Ngày 18 tháng 2 năm 2008 Ferreira đã ký một bản hợp đồng 5 năm với Chelsea. Nhưng có lẽ từ khi Chelsea mua thêm José Bosingwa và Branislav Ivanović, anh gần như ngồi trên băng ghế dự bị một thời gian dài.
Ferreira chơi ở vị trí hậu vệ phải thay cho Ivanovic trong trận Chelsea đánh bại Queens Park Rangers 6–1 vào ngày 29 tháng 4 năm 2012. Ferreira vào sân từ ghế dự bị thay cho Florent Malouda trong trận đấu cuối cùng của mùa giải vào ngày 13 tháng 5, trong trận thắng 2–1 trước Blackburn Rovers, trận đấu mà hậu vệ người Bồ Đào Nha đã chơi rất hay. Ngày 19 tháng 5, Ferreria cùng Chelsea vô địch Champions League 2011-12 sau khi đánh bại Bayern Munich trên chấm phạt đền.
Hợp đồng của anh và Chelsea hết hạn vào mùa hè năm 2013 và trang chủ câu lạc bộ đã xác nhận sẽ không ký hợp đồng mới, sau hơn 9 năm gắn bó với đội chủ sân Stamford Bridge. Trận đấu cuối cùng của anh cho câu lạc bộ là trận đấu cuối cùng của mùa giải, thắng Everton 2-1.

## Sự nghiệp thi đấu quốc tế
Ferreira khoác áo 27 lần trong màu áo U-21 Bồ Đào Nha. Anh cũng tham dự vào vòng chung kết Euro 2004 nhưng với những sai lầm mắc phải trong trận mở màn với Hi Lạp, anh đã để mất vị trí vào tay Miguel. Tại trận chung kết Euro 2004, Ferreira được vào sân từ bang ghế dự bị sau khi Miguel Monteiro bị chấn thương, tuy nhiên Bồ Đào Nha vẫn thua Hi Lạp.
Paulo được ra sân 2 lần tại vòng chung kết World Cup 2006. Đó là trong trận bán kết trước Pháp anh được vào thay ở hiệp hai sau khi Miguel bị chấn thương và ra sân ngay từ đầu trong trận tranh hạng ba với Đức.

## Danh hiệu

### Câu lạc bộ

#### Porto[7]
- Primeira Liga: 2002–03, 2003–04
- Taça de Portugal: 2002–03
- Supertaça Cândido de Oliveira: 2003
- UEFA Champions League: 2003–04
- UEFA Cup: 2002–03

#### Chelsea[7]
- Premier League: 2004–05, 2005–06, 2009–10[8]
- FA Cup: 2006–07, 2008–09, 2009–10, 2011–12
- Football League Cup: 2004–05, 2006–07
- FA Community Shield: 2005
- UEFA Champions League: 2011–12
- UEFA Europa League: 2012–13

### Quốc tế
- UEFA European Championship: Á quân 2004[7]

### Cá nhân
- UEFA Team of the Year: 2002–03
- ESM Team of the Year: 2003–04

### Tước hiệu
- Medal of Merit, Order of the Immaculate Conception of Vila Viçosa (House of Braganza)[9]